# Horst Schumann
Horst Schumann (ur. 1 maja 1906 w Halle, zm. 5 maja 1983 we Frankfurcie nad Menem) – niemiecki zbrodniarz wojenny, Oberstleutnant Luftwaffe oraz SS-Sturmbannführer, doktor medycyny.
Przedmiotem pracy Schumanna podczas jego pobytu na terenie obozu zagłady Auschwitz-Birkenau (do 1944) i później obozu koncentracyjnego dla kobiet Ravensbrück były badania nad metodami sterylizacji mężczyzn i kobiet przy użyciu promieni rentgenowskich.

## Życie przed wojną
Urodzony 1 maja 1906 Schumann wywodził się z rodziny lekarskiej (ojciec, Paul Schumann również był lekarzem). W 1925 zdał maturę i rozpoczął studia medyczne w Lipsku. Do NSDAP wstąpił w 1930 (nr legitymacji partyjnej 190002), a w szeregi SA w 1932  i aktywnie włączył się w działalność narodowo socjalistyczną. W 1933 w Halle został promowany na doktora medycyny po obronie swojej rozprawy „Frage der Jodresorption und der therapeutischen Wirkung sog. Jodbäder“ („Przyczynek do zagadnienia resorpcji jodu i znaczenia leczniczego tzw. kąpieli jodowych”). 

## Akcja T4
Jesienią 1939 Horst Schumann został mianowany kierownikiem zakładu dla nieuleczalnie chorych w Grafeneck w Wirtembergii, jednym z wielu, w których przeprowadzana była akcja eutanazyjna. 4 stycznia złożył przysięgę, że wszystko co dotyczy pracy i działań podejmowanych w powierzonej mu placówce pozostanie zachowane w tajemnicy. „Pacjenci” przysyłani do zakładu ginęli w komorze gazowej zwykle w przeciągu 24 godzin od przybycia. Sam Schumann masowo wydawał wyroki śmierci (nawet do 70 dziennie), a na ok. 4000 „chorych”, którzy znaleźli się w zakładzie, z przekazania do komory gazowej zrezygnowano w 24 przypadkach (według zeznań składanych przez świadka podczas procesu norymberskiego). Po zamknięciu zakładu w Grafeneck, Schumann został dyrektorem podobnej placówki w Pirnie. Podczas pracy w wyżej wymienionych zakładach Schumann nie podpisywał się swoim własnym nazwiskiem, a jako „dr Klein”.
Po 1940  Schumann został członkiem „komisji lekarskich”, które zajmowały się selekcją więźniów w obozach koncentracyjnych. Podczas takich selekcji chorzy, wyniszczeni i niezdolni do pracy więźniowie wysyłani byli do komór gazowych. 28 lipca 1941  specjalna komisja, zapowiedziana osobistym rozkazem Himmlera, przybyła do obozu w Oświęcimiu. Wyselekcjonowano wówczas 575 więźniów, inwalidów, przewlekle chorych i ułomnych, którzy rzekomo mieli być przetransportowani do innego obozu w celu leczenia bądź też przydzielenia do lżejszej pracy. W rzeczywistości, zostali oni przewiezieni do zakładu dla umysłowo chorych  w Königstein w Saksonii, gdzie zostali zagazowani, zgodnie z relacją ówczesnego rapportfürera Hösslera. Schumann wchodził w skład rzeczonej komisji lekarskiej i wydarzenie to było pierwszym z przedsięwziętych przez niego w Auschwitz (selekcja odbyła się w ramach akcji 14 f 13)

## Auschwitz
Ustawa o sterylizacji (uwaga: mylnie używane przez ówczesne władze niemieckie terminy sterylizacji i kastracji), której wprowadzenie uzasadniane było postulatami eugeniki, została uchwalona przez rząd nazistowski już w 1933 r. W czasie wojny przeprowadzane były liczne eksperymenty nad tanią, szybką i masową metodą sterylizacji (kastracji), którą byłoby można z powodzeniem zastosować na ludności zarówno żydowskiej jak i pochodzącej z państw podbitych w celu wyniszczenia jej poprzez uniemożliwienie prokreacji, a równocześnie możliwość wykorzystania ich siły roboczej. Próbowano więc np. sterylizacji rentgenowskiej (Schumann), czy też chemicznej, przez domaciczne wprowadzanie różnorakich preparatów i leków, mających na celu wywołanie niedrożności jajowodów (Carl Clauberg). Auschwitz stał się miejscem przeprowadzania eksperymentów sterylizacyjnych w połowie 1942.

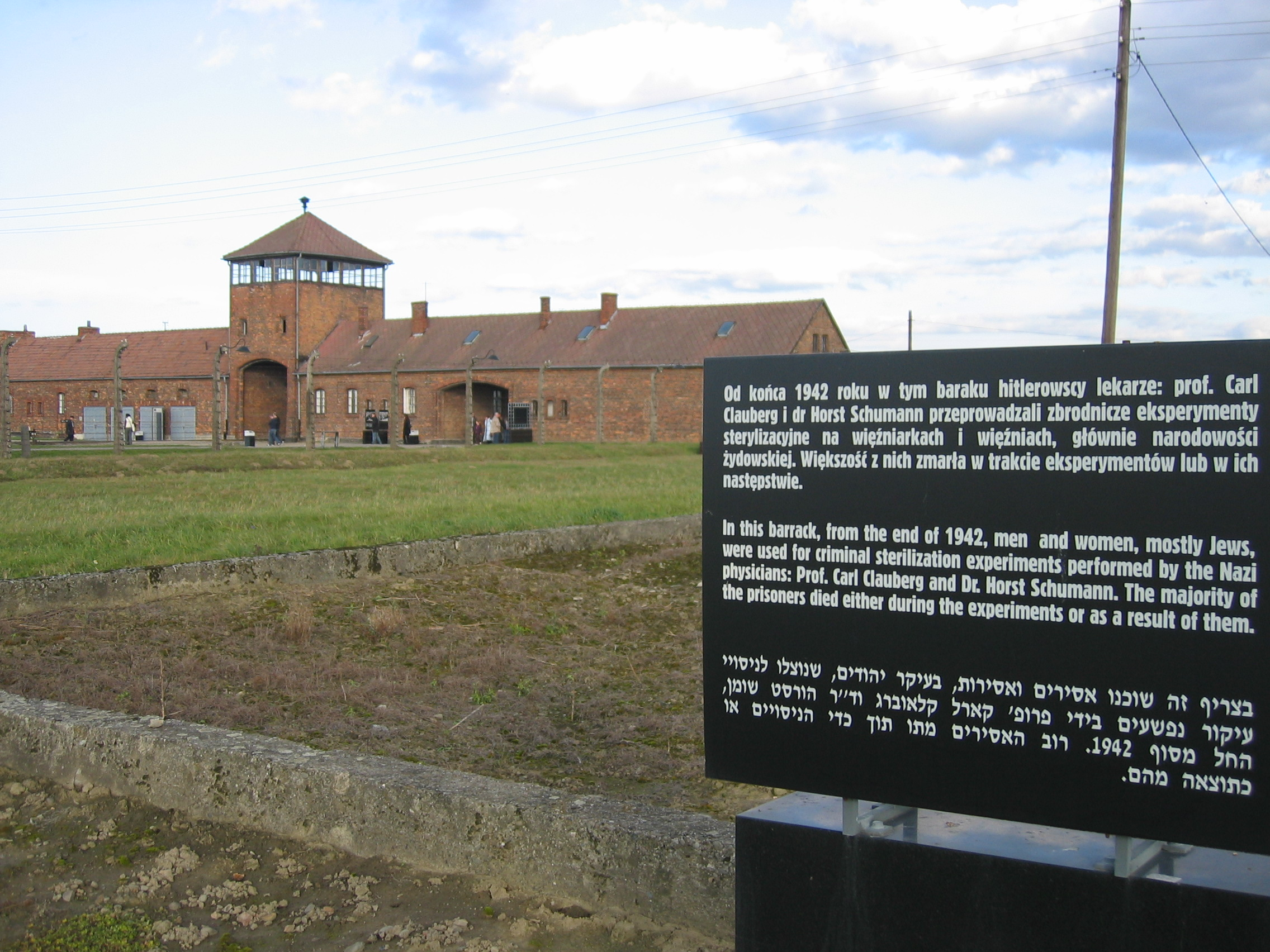
Gmach główny Auschwitz Birkenau oraz tablica pamiątkowa.

W listopadzie 1942 Horst Schumann pojawił się ponownie na terenie obozu Auschwitz-Birkenau, bowiem w tym czasie w Brzezince działała stacja rentgenowskiej sterylizacji (blok 30 obozu kobiecego). Pracując na tym bloku Schumann naświetlał jednorazowo przeciętnie około 30 osób, 2-3 razy w tygodniu. Personel pomocniczy pracujący nocował na miejscu, a ani żołnierze SS ani inni więźniowie nie mieli wstępu na blok, co wskazuje na ściśle tajny charakter przeprowadzanych tam badań. Dzień pracy przy doświadczeniach odbywał się zawsze według tego samego schematu. Kiedy z obozowego oddziału zatrudnienia, przysyłani byli więźniowie przeznaczeni do celów eksperymentalnych, Schumannowi meldowano ich liczebność i narodowość. Więźniowie rozbierali się do naga i zgodnie z ich numerami więźniarskimi byli proszeni po kolei do pomieszczenia z aparaturą naświetlającą. Poprzez naświetlanie dążono do zniszczenia narządów rodnych. Przez stosowanie dużych dawek promieniowania bardzo częste było występowanie efektów ubocznych naświetlania - oparzeń i niechcących się goić ropni przede wszystkim powłok brzusznych, a u kobiet często również nudności i wymioty.
Oprócz pracy w Birkenau, Schumann prowadził też swoje doświadczenia w Auschwitz I, na bloku nr 10, gdzie odbywały się operacje z otwarciem jamy brzusznej i wycięciem jednego lub dwóch jajników bądź jąder, wcześniej naświetlonych, w celu zbadania tych narządów pod kątem skuteczności metody zastosowanej sterylizacji rentgenowskiej. Badania mikroskopowe przeprowadzano w Zakładzie Medycyny Sądowej we Wrocławiu. Z dokumentacji norymberskiej wynika, że w 1944 Schumann przybył z Auschwitz do obozu Ravensbrück, gdzie kontynuował doświadczenia sterylizacyjne, tym razem na dzieciach cygańskich.

## Po wojnie
Nakaz aresztowania Horsta Schumanna wydano w 1947, kiedy to podczas procesu w Tübingen sądzono sprawców masowych mordów w Grafeneck. Pomimo tego, iż Schumann po wojnie osiedlił się wraz z rodziną w Halle, praktykując tam pod własnym nazwiskiem jako lekarz sportowy, policji niemieckiej nie udało się go wówczas ująć, przez co proces przeciw wykonawcom programu eutanazyjnego odbył się bez jego udziału.
W późniejszych latach, kiedy rozpoznano go w Halle, gdy wystąpił o pozwolenie na broń, musiał uciekać z Niemiec. Wiadomo, że prawdopodobnie pracował przez jakiś czas w Japonii jako lekarz okrętowy, a w późniejszym okresie przeniósł się do Sudanu, gdzie prowadził praktykę lekarską (1955-1959). Po tym, gdy władze niemieckie zażądały jego ekstradycji, natychmiast przeniósł się do Nigerii, a stamtąd do Ghany (1960), gdzie pracował jako lekarz w Kete Krachi, był również zatrudniony w tamtejszym ministerstwie zdrowia. Kiedy w 1961  zażądano ponownie ekstradycji Schumanna, spotkano się z odmową.
14 czerwca 1961  Schumann utracił przyznany mu przez uniwersytet w Halle tytuł doktora medycyny. Władze Ghany dopiero w lutym 1966 przekazały Schumanna władzom niemieckim. We wrześniu 1970 rozpoczął się jego proces we Frankfurcie nad Menem. Nigdy się jednak nie zakończył; ze względu na zły stan zdrowia Schumann został wypuszczony z więzienia i pozostawał pod nadzorem policji. Istnieje teza, że Schumann  upuszczał sobie krew z żyły, następnie ją wypijał i w ten sposób symulował krwawienie z wrzodu dwunastnicy.
Zmarł 5 maja 1983 we Frankfurcie.